# Gendarmerie départementale
La gendarmerie départementale est la subdivision de la Gendarmerie nationale française  chargée des missions de sécurité publique dans les zones de compétence de la gendarmerie (ZGN) en France métropolitaine comme outre-mer. Par ailleurs elle est compétente en matière de police judiciaire partout sur le territoire national. Il en est de même pour ses missions militaires et administratives.
Elle est familièrement appelée "la Blanche" car ses galons sont argentés (couleur traditionnelle des armes montées). 
En outre-mer, les unités équivalentes sont placées sous l'autorité du commandement de la gendarmerie outre-mer.

## Histoire
L'organisation en brigades de la gendarmerie départementale date de 1720.
En effet, la Gendarmerie nationale, née en 1791 sous la Révolution française, est l'héritière de la Maréchaussée, dont la création remonte au Moyen Âge. Apparue au cours de la Guerre de Cent Ans, la Maréchaussée se développe continuellement, mais de manière empirique et désordonnée. L'édit du 9 mars 1720 la réorganise complètement sur la base d'une compagnie par généralité, subdivisée en lieutenances, elles-mêmes subdivisées en brigades. La brigade restera la cellule de base de l'implantation territoriale de la Gendarmerie jusqu'à nos jours, le nombre de brigades passant de 565 en 1720 à 880 en 1789. 
La Maréchaussée est l'une des rares institutions de l'Ancien régime conservée par la Révolution. Elle perd cependant ses attributions judiciaires et prend le nom de Gendarmerie nationale. Le nombre de ses brigades passe de 1295 en 1791 à 1600 en 1792, 2000 en 1798 puis 2500 en 1801. Dès sa création, son implantation territoriale est étroitement associée à la nouvelle organisation administrative qu'est le département. L'adjectif « départementale » n'apparaît toutefois pour la première fois dans sa dénomination qu'en 1830 sous Louis-Philippe (ordonnance des 8-17 septembre 1830 qui licencie la Gendarmerie royale des départements et la remplace par la gendarmerie départementale). L'appellation de « gendarmerie des départements » est également utilisée dans les instructions du ministre de la Guerre de 1857 et 1895 ainsi que dans le règlement de 1926 mais celle de gendarmerie départementale est définitivement consacrée par la création d'une subdivision d'arme pour la différencier de la gendarmerie mobile.

## Missions

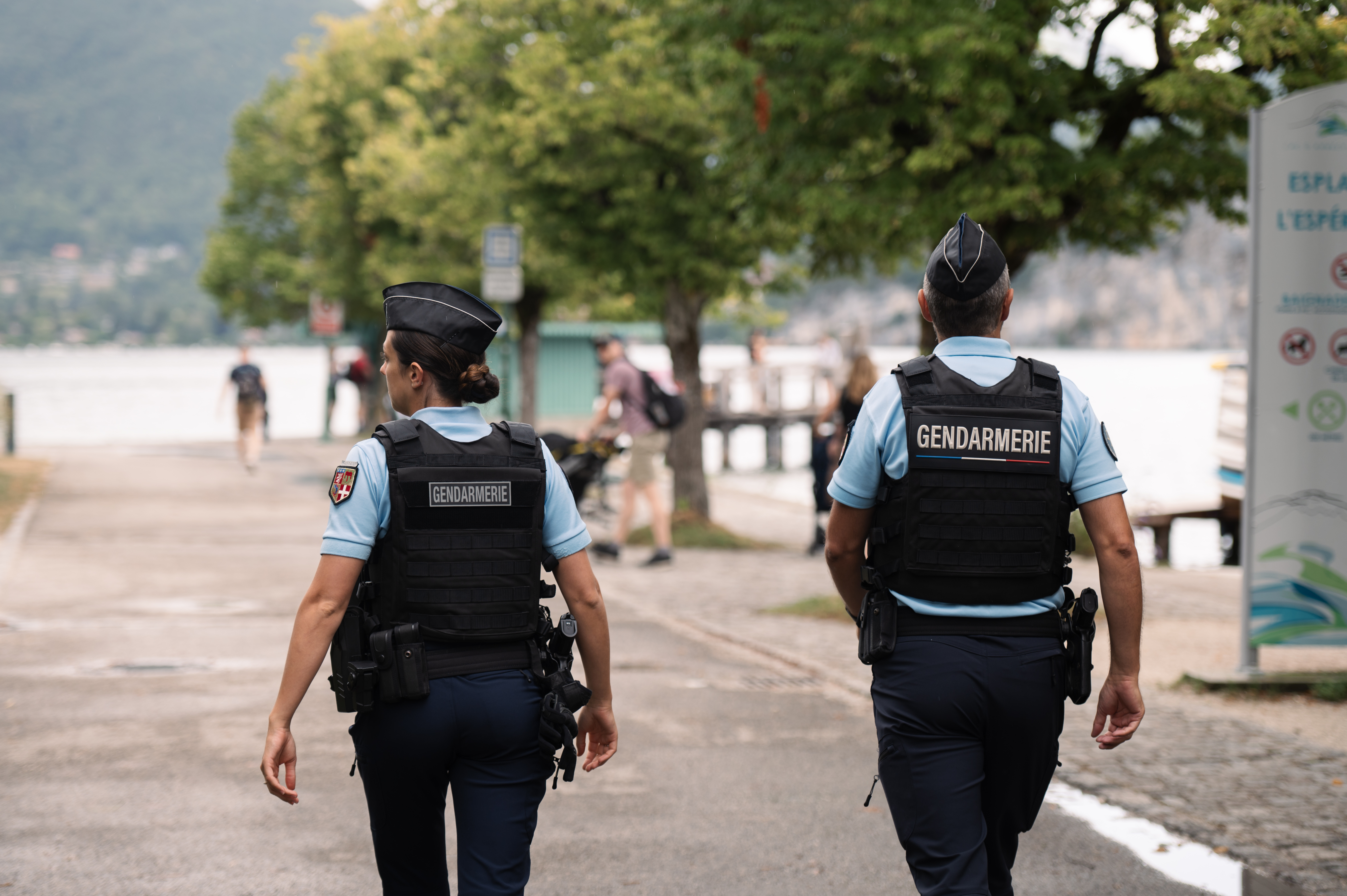
Gendarmes départementaux patrouille Haute-Savoie

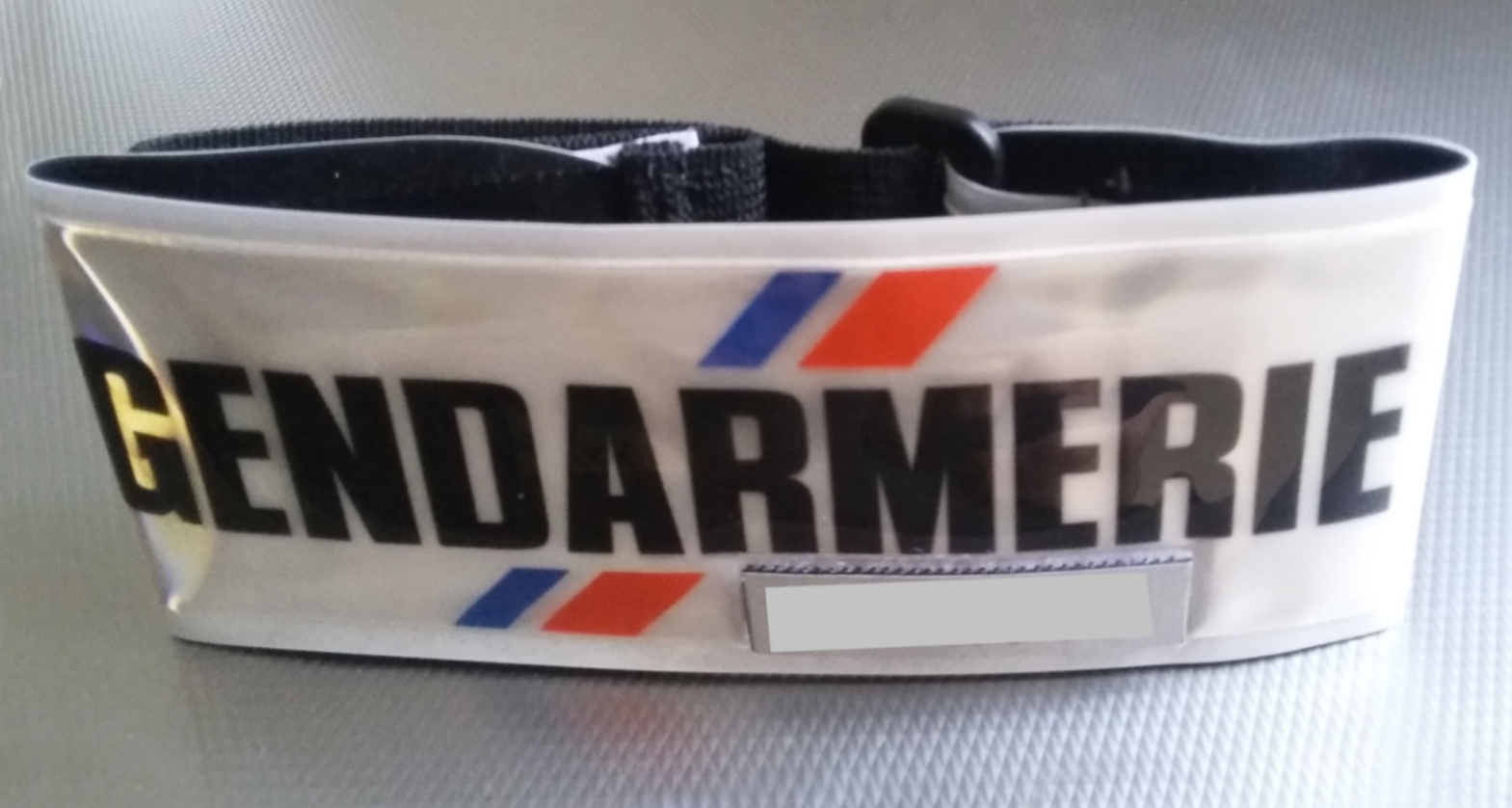
Brassard Gendarmerie (militaires travaillant en tenue civile)
nouveau modèle règlementaire conforme aux normes du Ministère de l'Intérieur

La Gendarmerie départementale accomplit trois types de missions : police judiciaire sous le contrôle de l'autorité judiciaire (parquet, juges d'instruction), police administrative sous le contrôle de l'autorité administrative et missions militaires. Les deux premières missions sont communes à la Police et à la Gendarmerie, la dernière étant une spécificité de la Gendarmerie. 
- missions de police judiciaire : constatation des infractions, recherche et interpellation des auteurs d'infractions à la loi pénale, enquêtes judiciaires ;
- missions de police administrative : sécurité publique, maintien de l'ordre, assistance et secours, circulation routière, protection de l'environnement ;
- missions militaires : police militaire[3], police aux armées, liens armées-nation, mobilisation, sécurité des voies de communications et itinéraires, recherche du renseignement : de Défense, pour le ministère des Armées et pour les Forces Armées, interventions directes, concours aux autorités et administrations militaires, participation aux OPEX : en prévôtés ou en affectations individuelles particulières.

Incluse dans chacun de ces trois types de missions figure celle de recherche et d'exploitation du renseignement, déjà présente à l'époque de la Maréchaussée et réitérée lors de la création de la Gendarmerie nationale. La Gendarmerie, bien que ne faisant pas officiellement partie de la communauté française du renseignement, y est néanmoins représentée. Elle dispose par ailleurs de ses propres entités dédiées à cette fonction, parmi lesquels le Bureau de la lutte anti-terroriste (BLAT) et la Sous-direction de l'anticipation opérationnelle (SDAO). Cette dernière est notamment chargée de la recherche, du recueil, de l'analyse et de la diffusion des informations de défense, d'ordre public et de sécurité nationale nécessaires à l'exécution de ses missions. 
Enfin, il faut noter que les compétences de la Gendarmerie et de la Police ne sont pas toujours limitées à leurs zones géographiques respectives. Ainsi par exemple, sur décision du parquet, une enquête judiciaire en zone Police peut être confiée à la Gendarmerie et vice-versa. Il existe de nombreux autres domaines pour lesquels des unités de Police et de Gendarmerie peuvent être impliquées sans distinction de zone géographique (maintien de l'ordre, secours en montagne, assistance et coopération internationales et, en cas d'urgence, intervention lors d'une action terroriste).

## Organisation

### L'organisation territoriale
Depuis la réorganisation de juillet 2005, elle est placée sous l'autorité des régions de gendarmerie - correspondant aux régions administratives (au nombre de 13 depuis 2016) - et organisée en unités territoriales:
- Groupements de gendarmerie départementale : correspondent à l'échelon administratif du département ;
- Compagnies de gendarmerie départementale : correspondent en général à l'échelon administratif de l'arrondissement, dans certains cas, il peut y avoir deux compagnies ;
- Brigades territoriales : correspondent en général à l'échelon administratif du canton.

### Les unités

#### Les régions de gendarmerie départementale

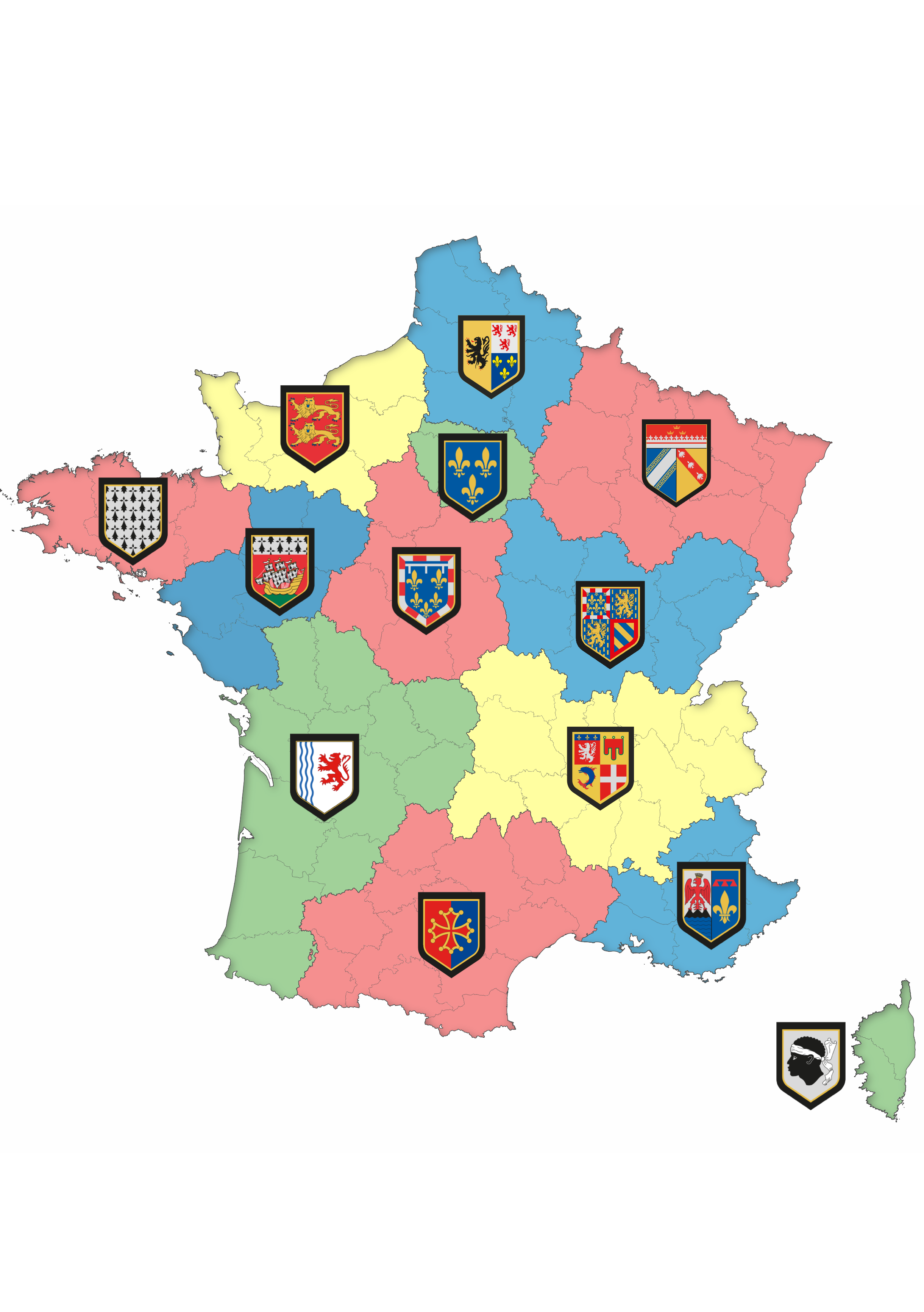
Carte des régions de gendarmerie départementale

La région de gendarmerie départementale est implantée au chef-lieu de région.
Pour les régions chef-lieu de zone de défense et de sécurité, elle est commandée par un officier général du grade de général de corps d'armée ou de division et dans les autres régions elle est commandée par un général de brigade ou un officier supérieur du grade de colonel (inscrit sur le tableau d'avancement : prenant grade de général au cours ou à l'issue de sa première année de commandement en ces lieux).
Le commandant de région de gendarmerie départementale est directement subordonné à la direction générale de la Gendarmerie nationale. Il dispose d'un état-major ainsi que de différents services.
Le commandement régional et le commandement du groupement chef-lieu de région sont fusionnés (exemple : le commandant de la région de gendarmerie Bourgogne à Dijon est également commandant du groupement de gendarmerie départementale de la Côte d'Or). Il y a néanmoins des exceptions : par exemple à Marseille, le général commandant la RGPACA et la zone de défense et de sécurité Sud est distinct de celui commandant le GGD13.

#### Les groupements de gendarmerie départementale
Il existe un groupement de gendarmerie départementale (GGD) par département, situé au chef-lieu de ce département.
Il est commandé par un colonel ou un lieutenant-colonel de gendarmerie, plus rarement un officier général.
Le commandant de groupement a autorité sur les différentes unités de gendarmerie de son département (en dehors des cas particuliers tels que les écoles de gendarmerie qui sont subordonnées au commandement des écoles de la gendarmerie). Il est l'interlocuteur privilégié des autorités civiles (préfet de département), judiciaires (magistrats) ou militaires (délégué militaire départemental, ONAC, etc.)
Pour remplir ses missions, le commandant de groupement dispose de plusieurs adjoints : 
- un commandant de groupement en second, du grade de lieutenant-colonel ou chef d'escadron (qui remplace le commandant de groupement en cas d'absence ou de permission)
- un officier-adjoint commandement (OAC)[11], du grade de lieutenant-colonel ou de chef d'escadron : il a notamment la charge des partenariats
- un officier-adjoint chargé de la police judiciaire (OAPJ)[11], du grade de chef d'escadron ou de capitaine : il anime l'activité judiciaire du groupement
- un officier-adjoint renseignement (OAR)[12], du grade de capitaine ou de lieutenant : il a pour mission la recherche et la collecte du renseignement.

Il dispose enfin de plusieurs services :
- centre d'opérations et de renseignement de la gendarmerie (CORG)[13] : qui assure la veille opérationnelle et la prise en charge des appels téléphoniques au 17
- brigade départementale de renseignements et d'investigations judiciaires (BDRIJ)
- groupe de soutien ressources humaines (GSRH)
- centre de soutien automobile de la gendarmerie (CSAG)
- groupe de commandement (GC) : secrétariat, personnel...

#### Les compagnies de gendarmerie départementale

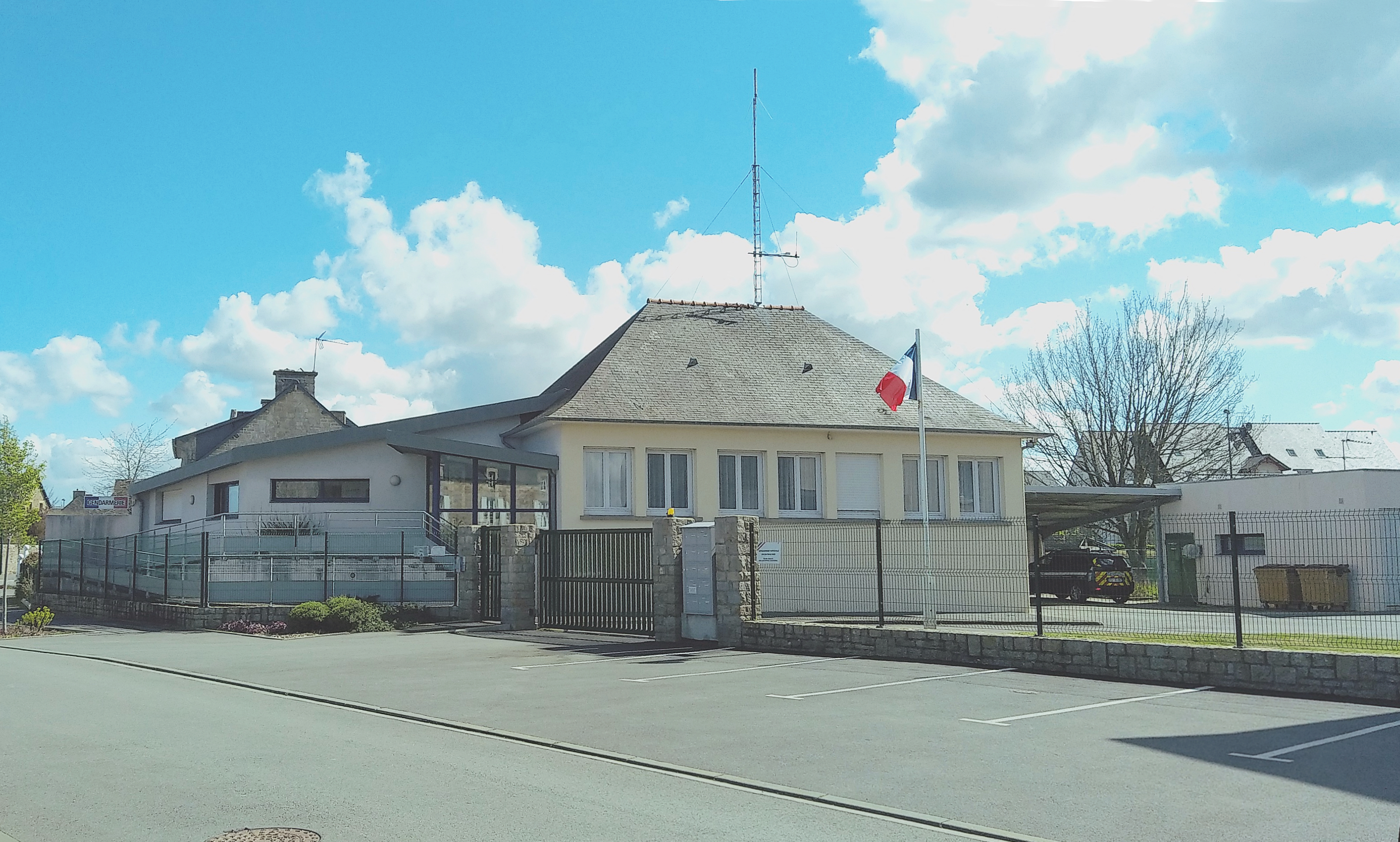
La brigade de Gendarmerie de Ploubalay dans les Côtes-d'Armor.

Il existe une compagnie de gendarmerie départementale (CGD) par arrondissement. Cet échelon est commandé par un commandant de compagnie. Il s'agit d'un officier supérieur du grade de chef d'escadron ou d'un officier subalterne du grade de capitaine. Il est secondé par un officier subalterne du grade de capitaine ou de lieutenant plus rarement. Dans les zones à forte activité, il peut avoir un deuxième adjoint.

#### Les brigades territoriales autonomes (BTA) et les communautés de brigades (COB)
Au nombre de 3049, les brigades sont des unités d'élite qui constituent la base de la gendarmerie. Depuis la réorganisation de mars 2003, elles sont regroupées en 1000 communautés de brigades et 700 brigades territoriales autonomes.
Les brigades sont réparties sur tout le territoire national. Elles constituent un maillage. Historiquement implantées au chef-lieu d'un ancien canton administratif (modification apportée à la suite du redécoupage des cantons depuis la réforme par la loi du 17 mai 2013). L'action des brigades s'étend sur leur circonscription, qui est constituée de plusieurs communes. Elles peuvent toutefois être amenées à intervenir sur une circonscription voisine de par la compétence judiciaire des militaires étendue au ressort du département où elles sont implantées (article 18 du CPP pour les OPJ, et article 21-1 du CPP pour les APJ et APJ-A).
Les brigades sont le plus souvent situées en zone rurale ou péri-urbaine. Les limites entre une Zone Police Nationale (ZPN) et Zone Gendarmerie Nationale (ZGN) sont les limites communales, et non les panneaux de signalisation de début ou de fin d'agglomération. Les ZGN sont constituées de communes de moins de 20 000 habitants. Une fois ce seuil atteint, un commissariat de Police Nationale y est construit et la commune passe alors en Zone Police Nationale. Toutefois certaines communes de moins de 20 000 habitants sont placées en ZPN en raison de leur proximité avec une commune de plus de 20 000 habitants ou encore pour l'activité policière ou/et la sociologie de la population, et à l'inverse certaines communes de plus de 20 000 habitants sont en ZGN (Lunel, Saint-Médard-en-Jalles, etc.). Pour assurer la continuité d'action, la présence militaire et l'exercice de ces types de missions (polices militaire et aux armées, mobilisation, renseignement, enquêtes, etc.), des brigades sont cependant présentes en ZPN ; à défaut, les brigades voisines de ZPN y sont compétentes.
Les brigades territoriales autonomes (BTA) et les communautés de brigades (CoB) sont commandées par un officier subalterne du grade de capitaine ou de lieutenant, exceptionnellement par un sous-officier du grade de major.
Les brigades de proximité sont subordonnées au commandant de communauté de brigades. Elles disposent d'un commandant de caserne, militaire ayant le plus d'ancienneté dans le grade le plus élevé (sous-officier du grade de major ou d'adjudant-chef pour les unités chef-lieu, du grade d'adjudant-chef ou d'adjudant pour les autres).
Certaines de ces unités ont la particularité et qualification "montagne".

#### Les unités de recherches
Ce sont les unités chargées des missions de police judiciaire. Elles sont de trois types :
- Les sections de recherches (SR) : situées au chef-lieu de chaque cour d'appel, elles sont subordonnées au commandant de région et elles sont plus particulièrement chargées de la criminalité organisée[23]

- Les brigades départementales de renseignement et d'investigations judiciaires (BDRIJ) : situées au chef-lieu de chaque groupement, elles ont pour mission d'animer le renseignement judiciaire dans le département et rassemblent au sein des cellules d'identification criminelle des techniciens particuliers de la police judiciaire (techniciens en identification criminelle, enquêteurs en technologies numériques, analystes criminels...) ;

- Les brigades de recherches (BR) : situées au chef-lieu de chaque compagnie de gendarmerie départementale.

Elles concourent également à la police militaire et à la police aux armées de par leurs actions judiciaires. Les personnels peuvent être envoyés en OPEX  en formations prévôtales particulières ou unités particulières d'aides aux Forces : investigations, recherches de traces et d'indices... ; ces techniques pouvant tout à fait également être effectuées si le besoin se présentait sur le territoire en cas de conflits.

#### Les pelotons de surveillance et d'intervention

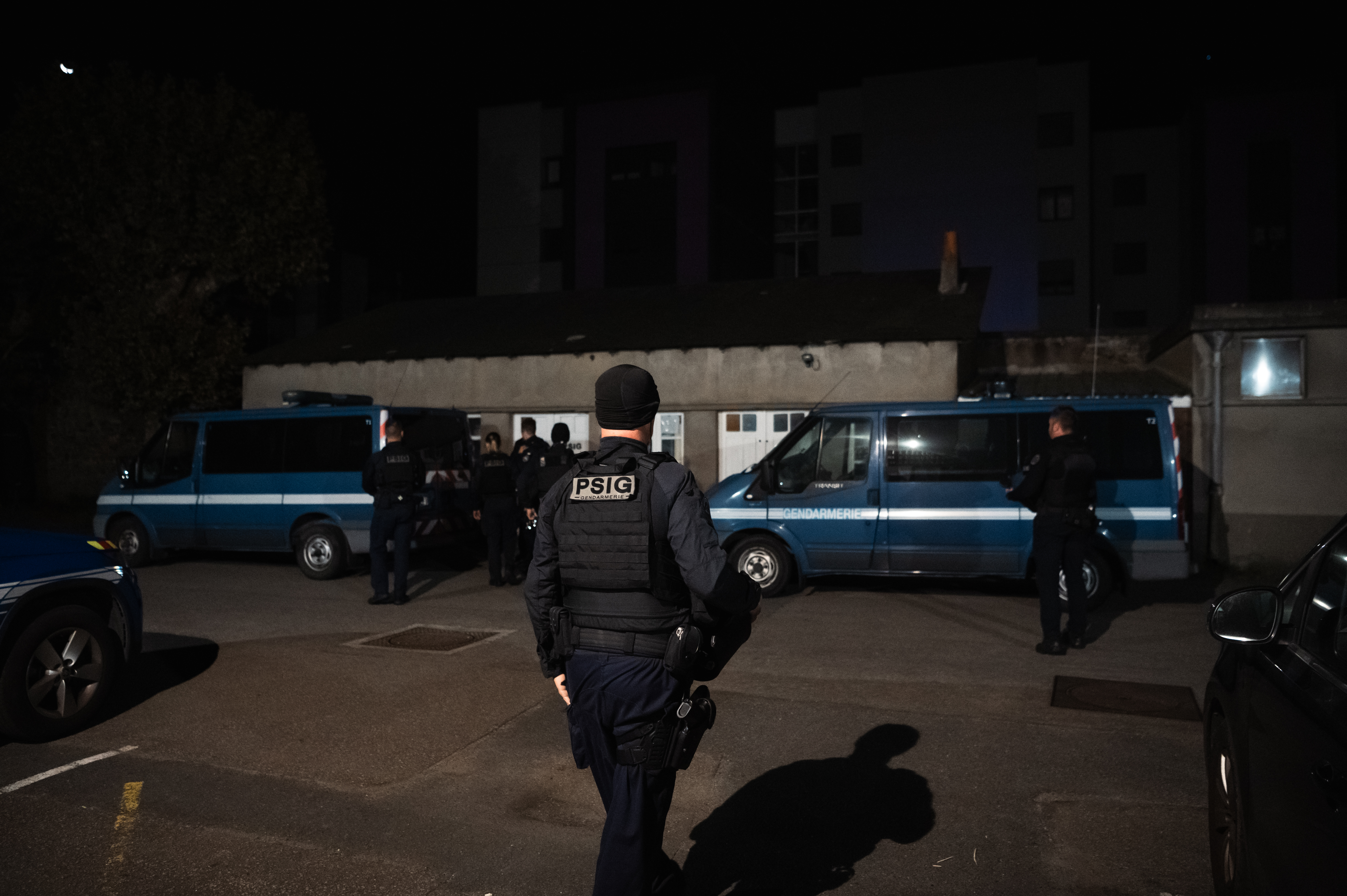
Gendarme de PSIG partant en mission dans le département de Loire-Atlantique

Les pelotons de surveillance et d’intervention (PSIG)  sont subordonnés à l'échelon de la compagnie. Ils ont pour mission 
- le renfort des brigades à leur demande en cas de nécessité
- le renfort de surveillance des zones "à risques", de jour comme de nuit
- la surveillance et l'intervention sur les points sensibles civils et militaires

Ces unités sont équipées et entraînées afin d'intervenir rapidement dans toute situation, à caractère violent ou non, où l'ordre public est menacé. Elles possèdent des missions de Défense Opérationnelle du Territoire (DOT). Les personnels peuvent constituer des P.G.S.I. ou P.P.S.I. en OPEX. Depuis 2016, des PSIG peuvent recevoir la qualification "SABRE" : il s'agit d'unités qui, outre les missions dévolues à tous PSIG, possèdent des formations et entraînements spécifiques de première intervention qualifiée en cas d'actes terroristes.

#### Les pelotons spécialisés de protection de la gendarmerie
Les pelotons spécialisés de protection de la gendarmerie (PSPG) ont remplacé depuis plusieurs années les "PSIG nucléaires" et ont en charge la sécurité extérieure et la protection des sites nucléaires. Ils peuvent en fonction de leurs disponibilités par rapport à leur mission principale effectuer des renforts au profit des unités de gendarmerie départementale en particulier concernant les arrestations, les neutralisations d'individus dangereux et les situations de grandes menaces envers la population, permettant un maintien opérationnel et des renforcements des acquis utiles à leur activité majeure.

#### Les unités de sécurité routière

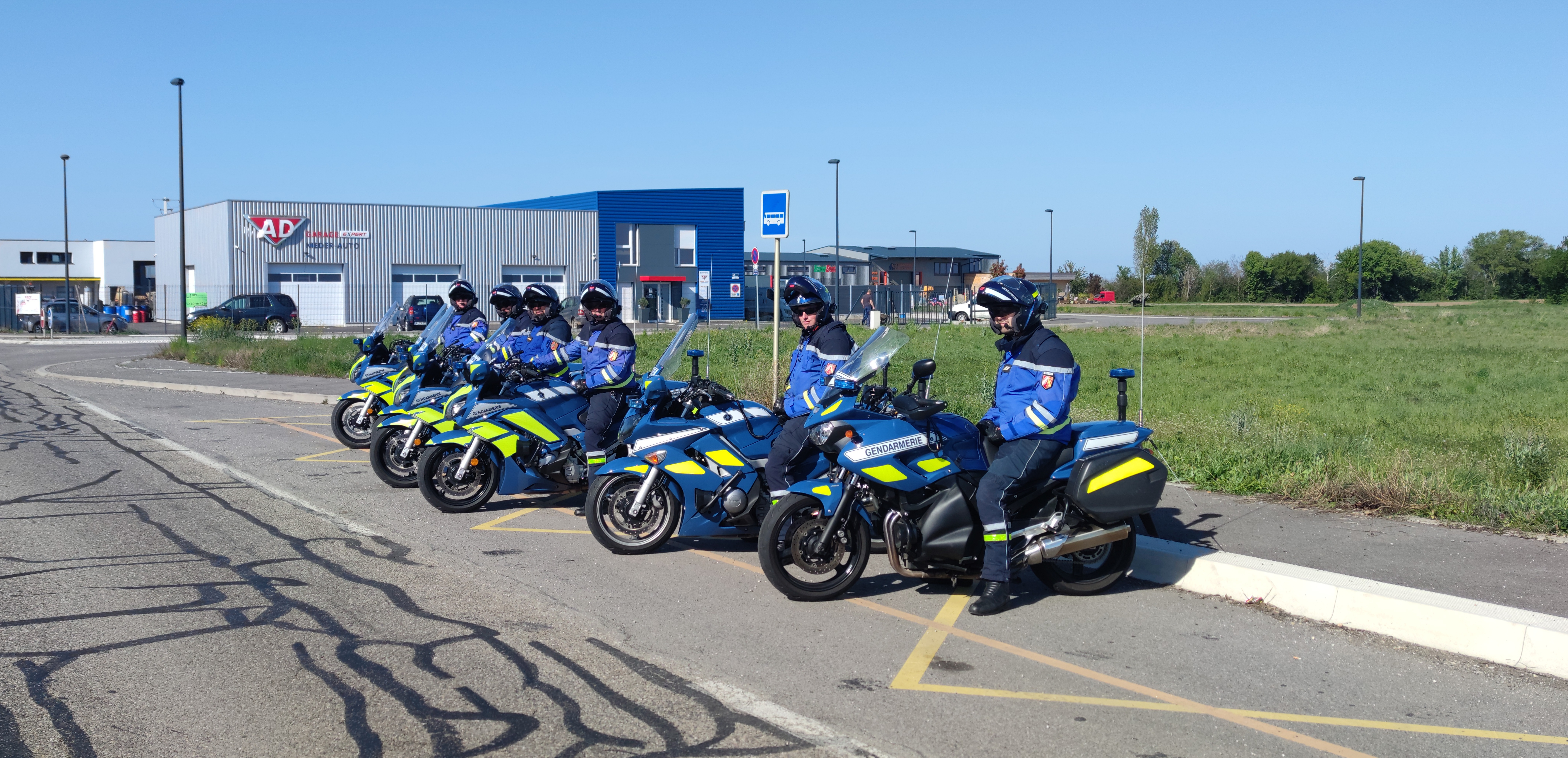
En avril 2021, des motards de la Gendarmerie du Haut-Rhin en attente d'intervention à Niederhergheim, à l'entrée de l'autoroute A35.

Ces unités ont en charge la prévention du risque routier et la sécurisation du réseau placée en zone gendarmerie.
Elles sont composées d'escadrons départementaux de sécurité routière (EDSR), au niveau du Groupement de Gendarmerie, soit au niveau d'un département, qui sont des unités de commandement. Il y a ensuite diverses unités : brigades motorisées (BMO), pelotons motorisés (PMO) dont dépendent les équipes rapides d'intervention (ERI).
Ces unités sont équipées de moyens spécifiques : véhicules rapides pour les ERI et motos.
Ces unités - ou ses effectifs - peuvent, sur tout le territoire, également participer (aide à l'arme du Train ou/et aux prévôtés et brigades territoriales) ou effectuer complètement  la circulation aux armées. Elles ont en charge cependant la circulation routière de défense. Le contrôle de la circulation militaire peut entrer dans leurs attributions de la même façon que les prévôtés et brigades territoriales. Les escortes de convois de transports de matière nucléaire qu'ils soient civils ou militaires font également partie de leurs missions avec le concours de la Gendarmerie Mobile.

#### Les unités de montagne
Pelotons de gendarmerie de haute montagne et  pelotons de gendarmerie de montagne  qui assurent le secours aux victimes essentiellement mais aussi des actions de police ou les missions militaires de la subdivision de l'Arme, en montagnes.

#### Les sections aériennes

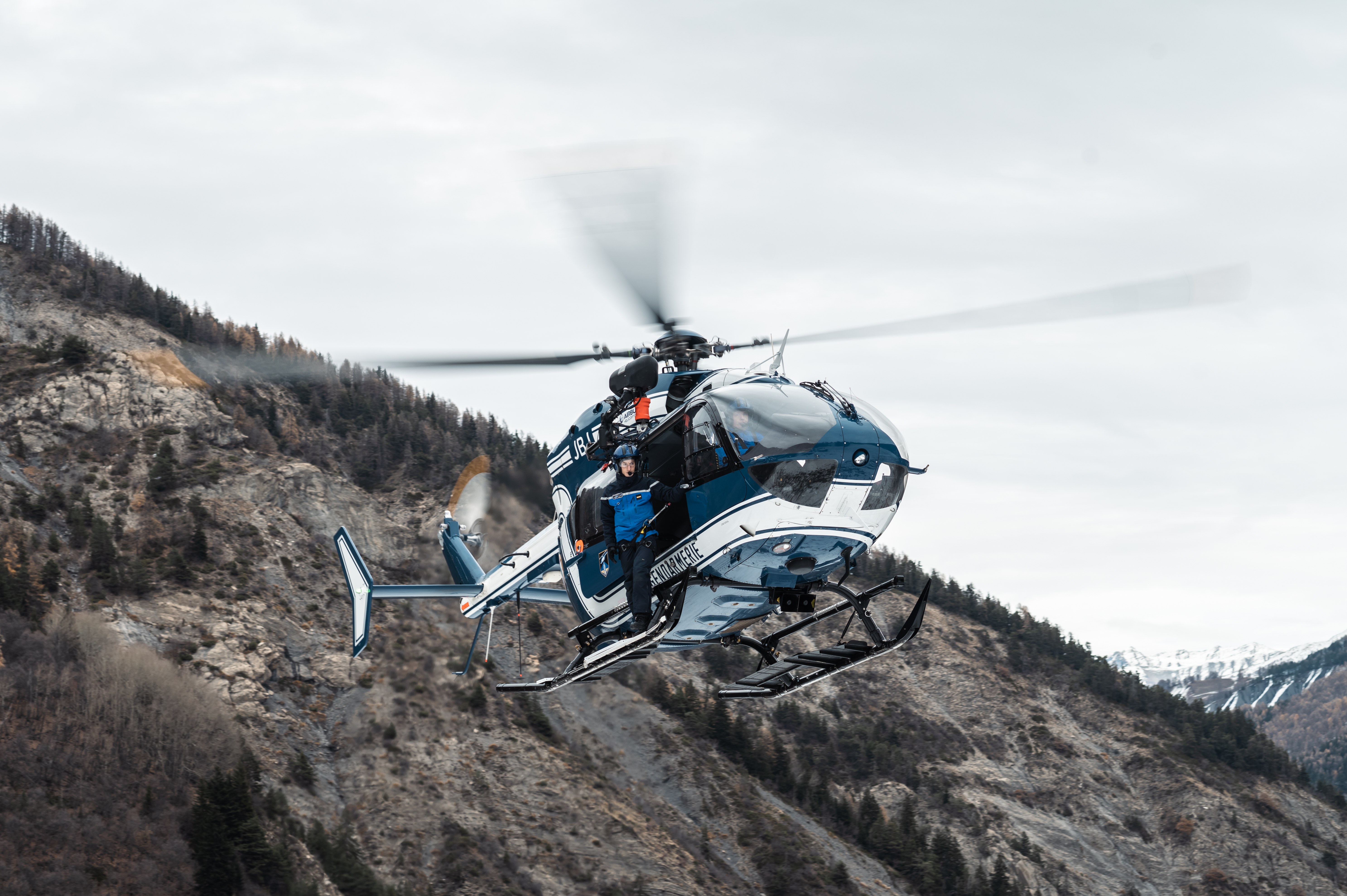
Hélicoptère de la section aérienne de gendarmerie de Digne-les-Bains et des gendarmes du PGHM (peloton de gendarmerie de haute montagne) de Jausiers.

Forces aériennes de la gendarmerie : missions de sécurité publique sur l'ensemble du territoire national au bénéfice de la gendarmerie et de la police nationale ainsi que des missions de secours et d'intervention en milieu spécialisé. Participation à la surveillance militaire.

#### Les unités nautiques
Les brigades nautiques côtières (BNC), dépendant du Groupement, assurent les missions de la gendarmerie départementale sur les bords de mer ainsi que les littoraux et peuvent, sur commande, exercer sur les voies intérieures et plans d'eau. Il existe également quatre brigades nautiques intérieures (BNI). Elles ont divers spécialistes dont des plongeurs et des pilotes de vedette, qui cumulent souvent les deux fonctions.

#### Les unités fluviales
Les brigades fluviales de gendarmerie (BFG) dépendent du Commandement de la gendarmerie des voies navigables (CGVN), créé au 1er juillet 2010 : elles exercent sur l'ensemble des grands fleuves et voies navigables et plans d'eau. Elles ont divers spécialistes dont des plongeurs et des pilotes de vedette, qui cumulent souvent les deux fonctions. Elles exercent les missions de la gendarmerie Départementale sur ces lieux et pour ce milieu dont tout ce qui touche à la batellerie. Il existe une Brigade de Recherche pour cette entité.

#### Les unités spéléologues
Deux unités en France, qui assurent le secours mais surtout les investigations en milieu souterrain ainsi que des missions de renseignements civils et militaires en ces secteurs particuliers.

#### Les Maisons de Protection des Familles
La principale mission des maisons de protection des familles (MPF) est de répondre présent auprès d’un public cible : les victimes et co-victimes de violences intrafamiliales (dont la jeunesse, les personnes en situation de handicap, les seniors).Elles exercent principalement à l'échelon du groupement dont elles dépendent. 

#### La fonction "recrutement"
Les brigades territoriales ont une mission de représentation du monde militaire et en particulier de la gendarmerie. De ce fait, elles concourent à cette fonction précitée. De plus, elles conseillent les futurs candidats et mettent à disposition, assistent et introduisent les dossiers de candidatures auprès de la DGGN via les régions de gendarmerie qui elles, mettent en œuvre les épreuves de recrutement. C'est au sein de ces entités que se situent les Centres d'Information et de Recrutement qui ont une mission transversale : présence lors de forum, d'expositions, de campagnes de recrutement, rôle "administratif" des brigades en sus d'elles, etc. . Ce sont les brigades, elles seules, cependant, qui ont la charge des enquêtes de moralité sur les candidats tout comme celles sur les candidats auprès des autres corps militaires. 

#### La fonction "renseignement"
Toutes les unités de gendarmerie départementale participent à cette mission que ce soit le renseignement judiciaire, administratif, d'ordre public, de défense civile ou de défense militaire. Des militaires de la subdivision d'Arme servent dans des unités spécifiques au niveau du groupement (cellules renseignements, ...) comme au niveau national (BLAT, SDAO...) (voir au chapitre "Missions" auparavant).  Cependant pour le renseignement d'ordre de sécurité intérieure, un certain nombre de personnels servent au sein de la DGSI et dans une moindre mesure au sein des Services Départementaux du Renseignement Territorial. Enfin, des gendarmes départementaux, que ce soit au sein du Ministère de l'Intérieur ou de celui des Armées, sont également détachés au sein de structures membres de la communauté française du renseignement.

#### Les Groupes interministériels de recherche (GIR)
Les GIR existent au niveau des Régions de Gendarmerie et sont commandés soit par un Commissaire de Police Nationale, soit par un Officier Supérieur de la gendarmerie Départementale avec comme adjoint respectivement un Chef d'Escadron de la subdivision d'Arme ou un Commandant Divisionnaire de Police. Ces groupes sont rattachés à une SR ou un service de la Police Judiciaire de la Police Nationale (PJ). Ils sont composés de personnels permanents comme de personnels "ressources". Ces membres sont issus des unités de recherches ou des brigades territoriales pour la Gendarmerie, des services d'investigations locaux comme départementaux de la Sécurité Publique ainsi que de la Police Judiciaire et de la Police aux Frontières pour la Police Nationale. Des salariés de la CAF, des fonctionnaires des Douanes et des impôts et des personnels de l'URSSAF sont également présents en ces groupes. Les GIR agissent essentiellement pour lutter contre l'économie souterraine, en renfort des services ou pour eux-mêmes.

### Autres affectations
Les gendarmes départementaux peuvent servir au sein des établissements centraux, de coopérations et des écoles de l'Arme pour des missions générales ou spécifiques à leurs domaines de spécialités, comme au sein d'Offices Centraux pour la mission de Police Judiciaire, certains étant plus spécialement à charge par la Gendarmerie : Office central de lutte contre les atteintes à l'environnement et à la santé publique (OCLAESP), Office central de lutte contre la délinquance itinérante (OCLDI), Office central de lutte contre les crimes contre l'humanité, les génocides et les crimes de guerre (OCLCH) et Office central de lutte contre le travail illégal (OCLTI).
C'est de la gendarmerie départementale que sont issus les personnels sous-officiers des gendarmeries maritime, de l'air et de l'espace, de l'armement, de la sécurité des armements nucléaires, des transports aériens, du Commandement de la gendarmerie prévôtale (voir articles de chaque entité citée), des prévôtés permanentes ainsi que, dans la quasi-totalité, des prévôtés de circonstances.
Les gendarmes départementaux comme tous les militaires peuvent être détachés ou affectés au sein d'organismes temporaires ou permanents du ministère des Armées, de formations Inter-Armées ou d'une autre Force Armée, en opération ou non (analystes renseignements, linguistes, relations publiques, encadrants, spécialistes...).
Enfin, les gendarmes départementaux, comme tous les gendarmes, peuvent être affectés ou détachés au sein d'organismes communs avec la Police Nationale, voire au sein d'autres, du Ministère de l'Intérieur.

## OPEX
Tous les personnels de la gendarmerie départementale peuvent aller en OPEX ou exercer sur tous théâtres d'opérations militaires ou de Police Internationale avec mandats militaires mettre leurs compétences à profit : prévôtés, investigations et recherches dont techniques et scientifiques, renseignement, contact avec la population, sécurité (générale, routière, renseignement...) ou encore en affectations individuelles particulières (analystes renseignements, linguistes, relations publiques ...). Par ailleurs, dans le domaine civil, les personnels de cette subdivision d'Arme peuvent effectuer des missions de Police Internationale avec mandats civils comme les personnels de la Police Nationale dans ce dernier cas précis.

## Dans la culture populaire
En 2021, le groupement départemental de la gendarmerie des Vosges acquiert une certaine notoriété dans les médias par l'intermédiaire du lieutenant-colonel Brice Mangou, dont les messages de prévention sur Internet, réalisés de manière humoristique ou décalée, rencontrent un succès important auprès des internautes, dépassant les frontières géographiques du département.